# Malcolm Stolt
Malcolm Stolt (* 30. Dezember 2000) ist ein schwedischer Fußballspieler.

## Karriere
Stolt begann seine Karriere beim Örebro SK. Nach der Saison 2019 verließ er diesen. Im Mai 2020 wechselte er zum IFK Östersund. Im August 2020 schloss er sich dem Erstligisten Östersunds FK an. Im November 2020 gab er sein Debüt in der Allsvenskan. Bis zum Ende der Saison 2020 kam er zu fünf Einsätzen im schwedischen Oberhaus. In der Saison 2021 absolvierte er 18 Erstligapartien, in denen er einmal traf. Mit Östersund stieg er jedoch als Tabellenletzter aus der höchsten Spielklasse ab. In der Superettan erzielte Stolt dann in der Saison 2022 sechs Tore in 13 Spielen. In der Saison 2023 kam er zu 27 Einsätzen und traf dabei neunmal.
Nach weiteren drei Einsätzen in der Saison 2024 wechselte der Angreifer im August 2024 zum österreichischen Zweitligisten SKN St. Pölten, bei dem er einen bis 2026 laufenden Vertrag erhielt. Für den SKN kam er zu zwölf Einsätzen in der 2. Liga, in denen er dreimal traf. Bereits im März 2025 verließ er Österreich wieder und kehrte nach Schweden zurück, wo er sich dem Zweitligisten Kalmar FF anschloss.